# Lleonci (mestre dels soldats)
Lleonci (en llatí: Leontius) va ser un oficial de l'exèrcit romà d'Orient que va servir sota l'emperador Justinià I (r. 527–565). Fill de Zaunas i net de Farasmanes, era d'origen lazi. Juntament amb el seu germà Rufí, i possiblement com a mestre dels soldats vacant, va estar entre els arconts (els altres eren Rufí i Joan) enviats a Àfrica el 539 per servir a Salomó; Procopi afirma que van substituir els oficials Martí i Valerià. El 540, van lluitar a la batalla de Tumar, a les muntanyes Aurasi, on els moros de Iaudas van ser derrotats.